# 383

Правління Феодосія I у Східній Римській імперії. У Західній частині Римської імперії після вбивства імператора Граціана розкол. У Китаї правління династії Цзінь. В Індії правління імперії Гуптів. У Японії триває період Ямато. У Персії править династія Сассанідів.
На території лісостепової України Черняхівська культура. У Північному Причорномор'ї готи й сармати. Історики VI століття згадують плем'я антів, що мешкало на території сучасної України приблизно з IV сторіччя. З'явилися гуни, підкорили остготів та аланів й приєднали їх до себе.

## Події
- Сину Феодосія I Аркадію надано титул імператора.
- Війська в Британії оголосили імператором Магна Максима. Його підтримали Галлія, італійські провінції та Іспанія.
- Імператора Граціана вбито в Лугдуні.
- Паннонія та Африка підтримують малолітнього Валентиніана II, від імені якого править Юстина.
- Імператор Феодосій I віддає Дакію та Македонію Валентиніану II. Вони визнають Магна Максима августом.
- Шахом Персії стає Шапур III.
- Битва на річці Фе між військами імперій Цзінь і Рання Цінь.